# Матеушев
Матеушев (пол. Mateuszew) — село в Польщі, у гміні Бедльно Кутновського повіту Лодзинського воєводства.
Населення — 116 осіб (2011).
У 1975—1998 роках село належало до Плоцького воєводства.

## Демографія
Демографічна структура станом на 31 березня 2011 року:
|          | Загалом | Допрацездатний вік | Працездатний вік | Постпрацездатний вік |
| -------- | ------- | ------------------ | ---------------- | -------------------- |
| Чоловіки | 58      | 5                  | 43               | 10                   |
| Жінки    | 58      | 11                 | 32               | 15                   |
| Разом    | 116     | 16                 | 75               | 25                   |